# Octonoba rimosa
Espèce
Octonoba rimosa est une espèce d'araignées aranéomorphes de la famille des Uloboridae.

## Distribution
Cette espèce est endémique des îles Okinawa dans l'archipel Nansei au Japon,. Elle se rencontre sur Iheya-jima.

## Publication originale
- Yoshida, 1983 : A new species of the genus Octonoba (Araneae, Uloboridae) from the Iheya Islands, Okinawa Prefecture, Japan. Annotationes Zoologicae Japonenses, vol. 56, p. 42-45.